# Masacre de Alabama

Ubicación del condado de Geneva dentro del estado de Alabama.

La masacre de Alabama de 2009 o el asesinato relámpago de Alabama ocurrido el 10 de marzo de 2009. El evento abarcó por lo menos dos comunidades, las de Geneva y Samson del condado de Geneva, Alabama, Estados Unidos, y dio lugar a la muerte de once personas, entre ellas el pistolero Michael Kenneth McLendon de 28 años. Entre las víctimas se encontraban miembros de la familia del sospechoso, el cual también quemó la casa de su propia madre en el pueblo de Kinston, Alabama. El sospechoso fue muerto a tiros, aunque en un principio se desconocía si se trataba de suicidio, finalmente se confirmó ese dato.

## Secuencia de eventos
El ataque tuvo comienzo en una gasolinera en Samson, y luego cinco personas fueron asesinadas en un parque de casas móviles. Más personas fueron disparadas en una tienda en Geneva, donde la policía dijo que el sospechoso disparo también a los automóviles en la carretera. Policías usaron la maniobra PIT en el auto del sospechoso, muriendo en un tiroteo en una planta de productos de metal en Geneva. Durante el tiroteo, el alguacil de la policía de Geneva Frankie Lindsey fue herido en el brazo. Varias personas resultaron heridas.

## Víctimas
El intervalo de edad de las víctimas fue de entre 18 meses a 74 años. Entre las víctimas se encontraban la esposa y el hijo de un oficial del Alguacil del Condado. Según un policía local:

Cinco fueron asesinados en un remolque en Samson. Dos más murieron en la Gran y Pequeña tienda en Samson. El sospechoso murió en el depósito de Reliable Products en Geneva. No está claro si se suicidó o fue abatido por uno de los alguaciles. Le disparó a varios vehículos en la carretera y luego disparó en un Wal-Mart y un Piggly Wiggly en Geneva.

Las víctimas fueron: 
- Lisa White McLendon, de 52 años, madre de Michael McLendon
- James Alford White, de 55 años, tío de McLendon
- Tracy Michelle Wise, de 34 años, hija de James White
- Dean James Wise, 15 años, hijo de Tracy Wise
- Virginia White, de 74 años, abuela de McLendon
- Andrea Alba Myers, de 31 años
- Corrine Gracy Myers, de 18 meses, hija de Andrea Myers
- James Irvin Starling, de 24 años
- Sonya Smith Lolley, de 43 años
- Bruce Wilson Maloy, de 51 años

## Perpetrador
La policía cree que el perpetrador, Michael McLendon, mató al menos siete personas incluyendo a él mismo durante la masacre, disparando a su familia y a otras personas e incendiando la casa de su madre. El asesinato tuvo lugar en los condados de Coffee y Geneva, y terminó con el suicidio de McLendon. Los detectives descubrieron una lista de blancos de varias corporaciones en su casa.